# 225e division d'infanterie
Pour les articles homonymes, voir 225e division.
La  225e division d'infanterie (en allemand : 225. Infanterie-Division ou 225. ID) est une des divisions d'infanterie de l'armée allemande (Wehrmacht) durant la Seconde Guerre mondiale.

## Historique
La 225. Infanterie-Division est formée le 26 août 1939 sur le Truppenübungsplatz (terrain de manœuvre) de Munsterlager (en) dans le Wehrkreis X avec du personnel de la Landwehr en tant qu'élément de la 3. Welle (3e vague de mobilisation).
En mai 1940, dans le village belge de Vinkt, des soldats de la division prennent des civils comme otages et du 27 au 28 mai, un total de 86 otages sont tués lors du massacre de Vinkt. Après la guerre, le Major Erwin Kühner et le Leutnant Franz Lohmann sont condamnés à 20 ans de travaux forcés pour crimes de guerre pour leur action.
En février 1944, elle absorbe les éléments de la 9. Feld-Division (L) dissoute.
La division se rend à l'Armée rouge dans la poche de Courlande en mai 1945.

## Organisation

### Commandants
| Date                                  | Grade           | Commandant                 |
| ------------------------------------- | --------------- | -------------------------- |
| 1er septembre 1939 - 1er juillet 1940 | Generalleutnant | Ernst Schaumburg (de)      |
| 1er juillet 1940 - 1er juin 1941      | Generalleutnant | Friedrich-Karl von Wachter |
| 1er juin 1941 - 25 septembre 1942     | Generalleutnant | Hans von Baße              |
| 25 septembre 1942 - 8 mai 1945        | Generalleutnant | Ernst Riße                 |

### Officiers d'opérations (Generalstabsoffiziere (Ia))
| Date                           | Grade               | Commandant                              |
| ------------------------------ | ------------------- | --------------------------------------- |
| 26 août 1939 - 5 novembre 1940 | Oberstleutnant i.G. | Heinrich Gäde                           |
| 5 novembre 1940 - 15 juin 1942 | Oberstleutnant i.G. | Wilhelm Kolewe                          |
| 15 juin 1942 - 15 août 1944    | Oberstleutnant i.G. | Wilfried Ritter und Edler von Rosenthal |
| 15 août 1944 - 5 mars 1945     | Major i.G.          | Richard Lang                            |
| 25 mars 1945 - 9 mai 1945      | Oberstleutnant i.G. | Ernst Wolf (de)                         |

## Théâtres d'opérations
- Allemagne : septembre 1939 - mai 1940
- Pays-Bas et France : mai 1940 - janvier 1942
- Front de l'Est, secteur Nord : janvier 1942 - juillet 1944)
- Front de l'Est, secteur Centre : juillet 1944
- Front de l'Est, secteur Nord : juillet 1944 - octobre 1944
- Poche de Courlande : octobre 1944 - mai 1945

## Ordres de bataille
1939
- Infanterie-Regiment 333
- Infanterie-Regiment 376
- Infanterie-Regiment 377
- Aufklärungs-Abteilung 225
- Artillerie-Regiment 225
  - I. Abteilung
  - II. Abteilung
  - III. Abteilung
  - IV. Abteilung
- Pionier-Bataillon 225
- Panzerabwehr-Abteilung 225
- Nachrichten-Abteilung 225
- Versorgungseinheiten 225

1942
- Grenadier-Regiment 333
- Grenadier-Regiment 376
- Grenadier-Regiment 377
- Schnelle Abteilung 225
- Artillerie-Regiment 225
  - I. Abteilung
  - II. Abteilung
  - III. Abteilung
  - IV. Abteilung
- Pionier-Bataillon 225
- Nachrichten-Abteilung 225
- Versorgungseinheiten 225

1943-1945
- Grenadier-Regiment 333
- Grenadier-Regiment 376
- Grenadier-Regiment 377
- Füsiler-Bataillon 225
- Artillerie-Regiment 225
  - I. Abteilung
  - II. Abteilung
  - III. Abteilung
  - IV. Abteilung
- Pionier-Bataillon 225
- Panzerjäger-Abteilung
- Nachrichten-Abteilung 225
- Feldersatz-Bataillon 225
- Versorgungseinheiten 225

## Décorations
Certains membres de cette division se sont fait décorer pour faits d'armes :
- Insigne de combat rapproché en Or
  - 5
- Agrafe de la liste d'honneur
  - 23
- Croix allemande en Or
  - 64
- Croix de chevalier de la Croix de fer
  - 13